# Bleeding Love (film)
Bleeding Love è un film del 2023 diretto da Emma Westenberg.

## Trama
Dopo aver abbandonato la figlia per una nuova famiglia, un padre si ripresenta nella vita della giovane per portarla a disintossicarsi.

## Promozione
Il primo trailer è stato distribuito il 16 gennaio 2024.

## Distribuzione
Il film è stato presentato in anteprima mondiale l'11 marzo 2023 al South by Southwest con il titolo di You Sing Loud, I Sing Louder. Il film è stato distribuito nelle sale statunitensi il 15 febbraio 2024.

## Accoglienza
L'aggregatore di recensioni Rotten Tomatoes riporta l'80% di recensioni positive.